# Facultad de Derecho de la Universidad Federal de Río Grande del Sur
La Facultad de Derecho de la Universidad Federal de Río Grande del Sur es una de las facultades de enseñanza de la Universidad Federal de Río Grande del Sur (UFRGS). Fue inaugurada en 1900 como "Facultad Libre de Derecho", fue la primera facultad de derecho de Río Grande del Sur, siendo también una de las más antiguas unidades de la UFRGS. Ofrece estudios de pregrado y de posgrado.